# 電子舞曲
電子舞曲（英語：Electronic dance music，直译：「电子舞蹈音乐」，常簡稱為EDM），有时也称为舞曲或俱乐部音乐（Club music），是一种广泛的打击乐电子音乐流派，最初为夜店、锐舞和音乐节制作。它通常由唱片骑师（DJ）制作并连续播放，他们通过从一个录音过渡到另一个录音，创建无缝的曲目选择，称为混音。电子舞曲制作人还会在音乐会或音乐节现场表演他们的音乐，有时这种表演被称为现场扩声。自诞生以来，电子舞曲已扩展至涵盖多种子流派。
由於電腦可以很輕易的統合各種音樂風格，使得電子舞曲是一個廣義的名詞，一般來說用來描述各種以迪斯科、浩室、蒙巴顿、科技舞曲和嘻哈為骨幹製作的混合性音樂類型。電子音樂是在1980年代從各地的夜店誕生並開始流行，其後經歷了1980年代後期的倉庫派對場景，以及之後的銳舞和迷幻浩室風潮。到了1990年代中期，電子舞曲已經大量的出現在當代文化中，其在社會中的角色也開始在各種歷史、文化和社會科學的研究文獻中被分析探討。電子舞曲是利用各種如合成器、鼓機和音序器等電子樂器所創造，並刻意強調這些樂器的獨特聲音效果，有些電子樂器也會模仿傳統共鳴樂器的聲音。電子舞曲有時也包括以舞曲風格為創作基礎，但並非是完全為了使用於舞蹈中所製作的音樂。

## 類型
電子舞曲是由音樂媒體人士和樂迷將之分成許多不同類別，而這些類別、風格或次風格一直持續地在增加和演進。在許多舞曲類型之中，每分鐘的節拍數（BPM）是能幫助分類的方式之一。人聲的有無、現場樂器或合成樂器、鼓點節奏的模式的差異等，也能定義出不同類別的電子舞曲曲風。某些曲風類型主要是為了配合舞蹈，例如电子、歐陸舞曲、浩室、出神音樂、硬派音乐、碎拍、叢林、迴響貝斯等等。而其他較偏向實驗風格的類型則以聆聽欣賞的目的為主，包括智能舞曲、故障和痴哈等。

## 製作技術
在1980年代，許多流行的電子音樂開拓了使用乐器数字接口（MIDI）网络传输协议來進行製作；這是一種能幫助擴展不同音樂相關工藝之間的互動性（interactivity）和同步（synchronization）的新技術。到了1990年代，隨著個人電腦的成長，電子舞曲漸漸開始以電腦為主要的製作工具。

## 重要的創作者、製作人和DJ
伴隨著1990年代電腦音樂科技的爆炸性成長以及設備價格的降低，電子舞曲創作者和DJ的數量急劇增加。加上硬碟錄音系統的出現，任何家用電腦的使用者都可以成為音樂創作者，也促使了成員僅有一人的「臥室樂隊」（bedroom bands）大量出現。但其中仍有許多被認定具重要地位的創作者。
在工業音樂、合成器流行和其後的電子舞曲風格領域有著顯著影響力的先鋒創作者包括了瑪丹娜、發電廠樂團、黃色魔術交響樂團、The Human League、A-ha、寵物店男孩、Silver Apples、杜蘭杜蘭、傻瓜龐克、流行尖端、新秩序、伏爾泰咖啡館（Cabaret Voltaire）和Throbbing Gristle。在硬蕊、歡愉硬蕊和Gabber曲風中，重要的製作人和DJ包括Angerfist、Neophyte、Endymion、史考特·布朗、Brisk and Ham、DJ Hixxy、Darren Styles和Mark Breeze。
也有許多的音樂家、製作人和DJ被認為有著超級巨星的地位，例如老菸槍雙人組、艾伦·沃克、艾维奇、阿明·凡·布倫、保羅·凡戴克、哈德威爾、大衛·庫塔、提雅斯多、捷德、ATB、deadmau5、Above & Beyond、保羅·歐肯弗德（Paul Oakenfold）、Showtek、John Digweed、Sasha、達許柏林、Markus Schulz、馬汀·蓋瑞克斯、瑞典浩室黑手黨、卡斯科（Kaskade）和費利·高士頓（Ferry Corsten）、Dimitri Vegas and Like Mike等等。他們一場演出就能獲得五位數美元的酬勞，並且在大型活動中擔任壓軸的表演工作。部分DJ有著自己的世界性電台或網路廣播節目，例如保羅·凡戴克的《VONYC Sessions》、Above & Beyond的《Trance Around the World》、阿明·凡·布倫的《A State of Trance》和提雅斯多的《Tiësto's Club Life》。
在硬派風格中，Da Tweekaz、D-Block & S-Te-Fan、猎头者、Showtek、Zany、Noisecontrollers、Sub Zero Project、Coone、Blutonium Boy、Technoboy、Tuneboy、Hardstyle Masterz、Dark Oscillators和Deepack都是具有影響力的音樂家。
在浩室、鐵克諾和鼓打貝斯類型方面，許多先鋒樂手包括Charanjit Singh、胡安·阿特金斯、Pendulum、Derrick May、Goldie、A Guy Called Gerald、Russian sensation Sonkin、LTJ Bukem、Joey Beltram和Frankie Bones等都在今天依然持續活躍。
唯一曾獲得告示牌200排行榜第一名的電子音樂專輯是超凡樂團的《The Fat of the Land》。

## 電子舞曲在中國的發展
21世紀以來，越來越多中國歌手在創作歌曲的時候加入電子舞曲元素。電視台和網絡平台不斷推出新的電音選秀節目，如《即刻電音》、《超感星电音》等等，吸引越來越多的年輕人接觸並認識電子音樂，把電子舞曲推向市場主流的位置。
在國內，音樂人正在探索並創造出具有中國風特色的國潮電音品種。在真人秀節目《中国潮音》上，中國電音制作人Anti-General、PANDA组合把電音元素與中國傳統樂器結合，編寫出《山海經》、《桔梗謠》等具強烈東方色彩的電子舞曲作品。
與此同時，中國電音制作人正在努力衝出國際，且獲得不俗的成績。Chace成為第一位在明日世界電子音樂節出場的中國電子音樂人。DJ Carta加入荷蘭的電音廠牌斯賓尼唱片，並成為第一位登上DJ雜誌Top 100的唱片騎師（DJ）。
此外，越來越多的中國音樂人與西方知名歌手合作，創造出跨國合作的音樂作品。電音制作人Zight與美國流行歌手Chris Willis、意大利電音組合Maximals合力創作《Work It Harder》、電音唱作人CORSAK與艾利索發佈新曲《Going Dumb》、歌手張藝興與艾伦·沃克合作《sheep》改編版等等，預示著中國電音正在與西方連結，逐步走向世界舞台。

## 資料來源
1. ↑  Butler, M.J., Unlocking the Groove: Rhythm, Meter, and Musical Design in Electronic Dance Music, Indiana University Press, 2006, pp. 12–13, 94.
2. ↑  .   [2012-04-14]. （原始内容存档于2009-01-24）.
3. ↑  .   [2012-04-15]. （原始内容存档于2021-05-04）.
4. ↑  .   [2022-08-29]. （原始内容存档于2022-08-13）.
5. ↑  .   [2022-08-29]. （原始内容存档于2022-08-26）.
6. ↑  .   [2022-08-29]. （原始内容存档于2022-08-13）.
7. ↑  .   [2022-08-29]. （原始内容存档于2022-08-13）.
8. ↑  .   [2022-08-29]. （原始内容存档于2022-08-13）.
9. ↑  .   [2022-08-29]. （原始内容存档于2021-09-26）.

## 延伸閱讀
- Hewitt, Michael. Music Theory for Computer Musicians. 1st Ed. U.S. Cengage Learning, 2008. ISBN 978-1-59863-503-4